# Breaking Loose
Breaking Loose è il primo album in studio dei Helix, uscito nel 1979 per l'Etichetta discografica H&S Records.

## Tracce
1. I Could Never Leave (Hackman, Vollmer) 4:06
2. Don't Hide Your Love (Hackman) 3:18
3. Down in the City (Vollmer) 5:56
4. Crazy Women (Doerner) 3:22
5. Billy Oxygen (Doerner) 4:24
6. Here I Go Again (Doerner, Vollmer) 3:34
7. You're a Woman Now (Hackman) 5:37
8. Wish I Could Be There (Hackman) 6:17

## Formazione
- Brian Vollmer - vocals
- Paul Hackman - chitarra e voce
- Brent Doerner - chitarra, basso e voce
- Keith (Bert) Zurbrigg - basso e voce
- Brain Doerner - batteria e voce

### Altri musicisti
- Wayne Smith - percussioni
- Peter Follet - chitarra
- Joel Wideman - tastiere
- Lydia Taylor - voce
- Valerie Hudson - voce
- Doug Varty - voce
- Richard Zuiceuicz - voce
- Dennis - voce